# Бурлацький Федір Михайлович
Федір Михайлович Бурлацький (4 січня 1927, Київ — 26 лютий 2014) — радянський і російський політолог, журналіст, публіцист. Кандидат юридичних наук, доктор філософських наук, професор, дійсний член РАПН.

## Біографія
Народився в родині комуністів, виключених з ВКП (б) в ході «чисток» 1920-х років, ім'я «Федір» отримав на честь Фрідріха Енгельса. Закінчив Ташкентський юридичний інститут (1945—1947) та аспірантуру Інституту права АН СРСР під керівництвом С. Ф. Кечекьяна (1950—1951). Кандидат юридичних наук (1951), тема дисертації: «Політичні погляди Н. А. Добролюбова».
У 1952—1964 роках — вчений секретар редакційно-видавничої ради з суспільних наук Президії АН СРСР, співробітник міжнародного відділу журналу «Комуніст», з 1960 року працював у Відділі ЦК КПРС по зв'язках з комуністичними і робочими партіями соціалістичних країн, в тому числі керівником групи консультантів. Згадував: "На початку 1960 року я був направлений вже в якості консультанта відділу ЦК КПРС, яким керував Ю. В. Андропов, для роботи в колективі, готував проект нової програми партії. Я провів там майже два роки. Ми працювали не тільки над проектом програми, а й над присвяченим йому доповіддю М. Хрущова. Я отримав можливість включити в проект програми принципово важлива теза про перехід oт диктатури пролетаріату до загальнонародного державі. Разом з цим сюди були включені деякі важливі ідеї про ротацію (змінюваності) кадрів, про обмежених термінах перебування на вищих партійних і державних посадах, про гарантії проти відродження одноосібної влади і культу особистості … У той же час нам разом з представником відділу агітації ЦК Г. Л. Смирновим доручили очолити групу для підготовки пропозицій щодо проекту нової Конституції СРСР".
Влітку 1958 року брав участь в написанні розділу про державу для підручника марксизму-ленінізму, який готувався під керівництвом О. В. Куусинена. Співавтор «Морального кодексу будівника комунізму» (1961).
Докторська дисертація (на здобуття наукового ступеня доктора філософських наук) — «Держава і комунізм» (АВН при ЦК КПРС, 1964).
У 1965—1967 роках працював політичним оглядачем в газеті «Правда». У 1967 році разом з Леном Карпинським опублікував в «КП» статтю, спрямовану проти театральної цензури (а по суті, проти цензури взагалі, як пише Д. Я. Травін), на чому «погорів» .. Сам він про це згадував так: Працював старшим науковим співробітником в ІСЕМВ в секторі А. А. Галкіна. У 1969—1971 роках заступник директора Інституту соціологічних досліджень АН СРСР.
У 1971—1989 роках завідувач кафедри марксистсько-ленінської філософії в Інституті суспільних наук при ЦК КПРС (в Міжнародній ленінській школі).
З 1982 року політичний оглядач, потім з березня 1990 по серпень 1991 року головний редактор «Літературної газети». Народний депутат СРСР (1989—1991).
Запрошений професор Колумбійського (1988), Гарвардського (1992), Оксфордського університетів (1993).
Брав участь в підготовці Конституції РФ 1993 р
Був головою наукової ради з політології РАН.
У 2006 році однозначно висловлювався за обрання В. В. Путіна президентом РФ на третій термін на виборах-2008 (як він писав, «у зв'язку з тяжким становищем народу»): «Я просто не бачу реальної альтернативи президенту Путіну». Я запропонував би винести на всенародний референдум питання про можливість обрання в порядку винятку президента на третій термін в зв'язку з тяжким становищем народу ". Пояснював це тим, що «ми вступили в період стабільності лише однією ногою», а за третій термін Путіна «справа буде міцно поставлено на рейки, з яких вже не зійти». Відзначаючи, що «є й інші варіанти, про які доводиться чути» (про збереження влади за Путіним), серед інших Бурлацкий назвав і «висунення його (Путіна) на пост прем'єр-міністра при» ослабленому «президенті».
Перший почесний професор факультету політології МДУ (2011).
Ототожнюючи революцію з бунтом, відзначав: «… я ж реформатор, а не революціонер», «… апелювати до народу, порушувати масові протести — я завжди вважав це небезпечним для країни, де ще не склалися демократичні традиції».
Похований 1 березня на Троєкуровському кладовищі.
1. 1 2  Бібліотека Конгресу — Library of Congress.